# Camchaya montana
Camchaya montana là một loài thực vật có hoa trong họ Cúc. Loài này được (Gagnep.) Kerr mô tả khoa học đầu tiên năm 1935.